# Sousel (freguesia)
Sousel es una freguesia portuguesa del concelho de Sousel, con 89,21 km² de superficie y 2.145 habitantes (2001). Su densidad de población es de 24,0 hab/km².